# Обітниця мовчання (фільм, 2017)
«Обітниця мовчання» (англ. Act of Vengeance Stoic) — болгарсько-американський фільм-бойовик 2017 року, поставлений режисером Айзеком Флорентайном з Антоніо Бандерасом у головній ролі.
Слоган фільму: Розплата говорить голосніше за слова

## Сюжет
Успішний адвокат і щасливий сім'янин Френк (Антоніо Бандерас) в одну мить втрачає дружину і доньку. Сталося жорстоке вбивство, але розслідування не просунулося ні на крок. Френк поховав рідних і тепер не зронить ні слова до тих пір, допоки не помститься за сім'ю. Він починає власне розслідування, з кожним днем удосконалюючи свої навички, стає сильнішим. Він готовий добувати інформацію будь-яким способом. Крім того, поки чоловік мовчить, він по-справжньому навчився слухати, прекрасно розвинувши свій слух та уважність. Тепер Френк здійснює своє власне правосуддя, у нього абсолютно інші закони життя.

## У ролях
| • Антоніо Бандерас   | … | Френк Валера             |
| • Христина Серафіні  | … | Сью Валера               |
| • Карл Урбан         | … | Строде                   |
| • Атанас Срєбрєв     | … | Старший партнер          |
| • Роберт Форстер     | … | Чак                      |
| • Пас Вега           | … | Шейла                    |
| • Ліллієн Бланкеншип | … | Олівія Валера            |
| • Клінт Дайєр        | … | Шовер                    |
| • Овен Девіс         | … | Чоловік №3               |
| • Кейт Д. Еванс      | … | Чоловік №2               |
| • Дерек Морзе        | … | Чоловік №1               |
| • Айзек Флорентайн   | … | вчитель бойових мистецтв |

## Знімальна група
- Автор сценарію — Метт Венн
- Режисер-постановник — Айзек Флорентайн
- Продюсер — Ярив Лернер, Лес Велдон
- Виконавчий продюсер — Аві Лернер, Лонні Раматі
- Співпродюсер — Гізелла Маренго
- Оператор — Ярон Шарф
- Композитор — Фредерік В'єдманн
- Монтаж — Пол Гарб, Іван Тодоров Іванов, Ірит Раз
- Художник-постановник — Антонелло Рубіно
- Художник-декоратор — Арта Тоцці
- Артдиректор — Юда Акко